# Pantesco
O Pantesco ou Asino di Pantelleria é uma raça de burro mediterrânico da ilha de Pantelleria, no sudoeste da Sicília.  Ele está em alto risco de extinção e foi listado como "crítica" pela FAO em 2007. É uma das oito raças autóctones de burro de distribuição limitada reconhecida pelo Ministero delle Politiche Agricole Alimentari e Forestali, o ministério italiano da agricultura e silvicultura.